# Якунино (Белозерский район)
Якунино — деревня в Белозерском районе Вологодской области.
Входит в состав Гулинского сельского поселения, с точки зрения административно-территориального деления — в Гулинский сельсовет.
Расположена на берегу Радионского озера. Расстояние по автодороге до районного центра Белозерска — 35 км, до центра муниципального образования деревни Никоновская — 5 км. Ближайшие населённые пункты — Карпово, Нефедово, Попово, Рощино, Трунино.
По данным переписи в 2002 году постоянного населения не было.